# Torres de Santa Cruz
Las Torres de Santa Cruz son un complejo residencial compuesto por dos torres gemelas ubicadas en la ciudad de Santa Cruz de Tenerife (Islas Canarias, España). Fueron diseñadas por el arquitecto tinerfeño Julián Valladares en el periodo 2004-2006. 
Alcanzan los 120 metros de altura, sin contar con el pararrayos convirtiéndose en el rascacielos más alto de la ciudad de Santa Cruz de Tenerife y de la comunidad autónoma de Canarias, además fueron entre 2004 y 2010 el edificio residencial más alto de España, actualmente ocupan el sexto lugar en esta categoría. Las Torres de Santa Cruz son además las torres gemelas más altas de España, justo por delante de las Torres Kio de Madrid.
Las torres actualmente son uno de los símbolos más identificables de la ciudad de Santa Cruz de Tenerife, y son consideradas junto al cercano Auditorio de Tenerife, como uno de los mejores emblemas del desarrollo económico de las Islas Canarias.

## Ubicación
Las torres se encuentran ubicadas en la actual zona de expansión (Cabo-Llanos) de la capital insular, en una manzana circunscrita por la avenida Manuel Hermoso Rojas y las calles de Celia Cruz, Adán Martin Menis (antigua calle Fuente de Santa Cruz), y de Los Llanos Seis. Están cerca de otros edificios como el Centro Internacional de Ferias y Congresos de Tenerife, el Auditorio de Tenerife, El Palmétum o el Parque Marítimo César Manrique. Poseen acceso directo a las autopistas TF-1 con dirección sur y TF-5 con dirección norte.

## El edificio
El complejo está compuesto por dos torres gemelas de 41 753 m² de los que 9613 m² son bajo rasante y 32 140 m² son sobre rasante, dispone de 5 plantas subterráneas destinadas a aparcamiento y al aljibe. Sobre la superficie cuenta con la planta baja que se destina a uso comercial, la primera planta reservada a oficinas y, el resto del edificio lo conforman 32 plantas habilitadas con 272 viviendas, de 1 a 5 dormitorios y dúplex de 4 a 6 dormitorios de uso exclusivamente residencial, con una superficie construida de 29 500 m². 
Las obras de acondicionamiento del sitio para construir las torres comenzó en el año 2001. Tras los atentados del 11 de septiembre de 2001 contra las Torres Gemelas del World Trade Center en Nueva York, el proyecto de construcción de las Torres de Santa Cruz fue paralizado durante unos pocos años. Una particularidad de estos edificios es que no se construyeron a la vez, ya que la Torre I se terminó en 2004 y la Torre II en 2006. La Torre I, fue construida por la empresa Ferrovial, mientras que la Torre II fue construida por la empresa Candesa.
Las placas originales de acero que iban a ser utilizadas para el revestimiento de los edificios tuvieron que ser sustituidas por otras más resistentes a raíz de que durante la Tormenta tropical Delta en noviembre de 2005, las placas de la Torre I (la Torre II aún estaba en construcción) se precipitaron a la calle debido a las fuertes ráfagas de viento (se llegaron a alcanzar los 140 km/h en la costa). Esto motivó que la Torre II fuera, durante su construcción, directamente recubierta por un sistema de placas de acero inoxidable con un anclaje más reforzado que antes y con una fijación mucho más resistente. Posteriormente, una cubierta similar fue instalada en la fachada de la Torre I, la que había sufrido la fuerza del huracán.

## Récords
- Son los rascacielos más altos de la ciudad de Santa Cruz de Tenerife y de las Islas Canarias.
- Fueron entre 2004 y 2010 el edificio residencial más alto de España,[1] actualmente ocupan el sexto lugar en esta categoría.
- En el momento de su construcción el complejo era el octavo edificio más alto de España, actualmente es el decimoctavo.
- Fueron los primeros edificios canarios que entraron en la lista de los rascacielos más altos de España.
- Son las torres gemelas más altas de España (superan en 6 metros a las Torres Kio de Madrid).
- Son los primeros edificios canarios en ostentar un par de grandes antenas o pararrayos.
- Son los edificios más altos de España fuera de la península ibérica.

## En la cultura popular
- En la película estadounidense Rambo V: Last Blood de 2019, rodada en parte en Santa Cruz de Tenerife, aparecen varias secuencias de la panorámica de la ciudad en donde se distinguen las Torres de Santa Cruz y el Auditorio de Tenerife.[8]

- En 2022 fueron rodadas en las Torres de Santa Cruz algunas escenas de la serie estadounidense Jack Ryan.[9]

## Galería

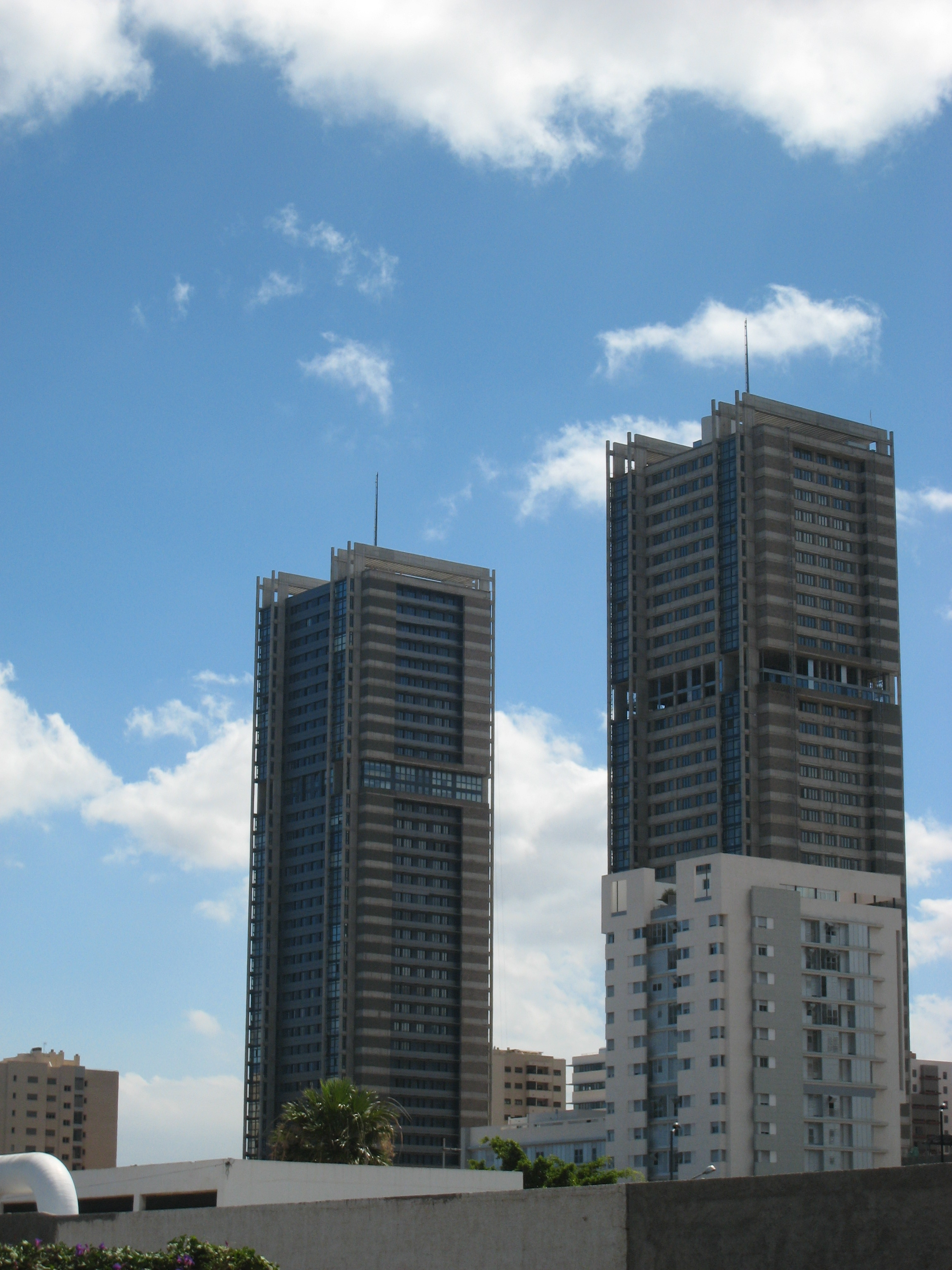
Torres de Santa Cruz poco antes de su finalización.
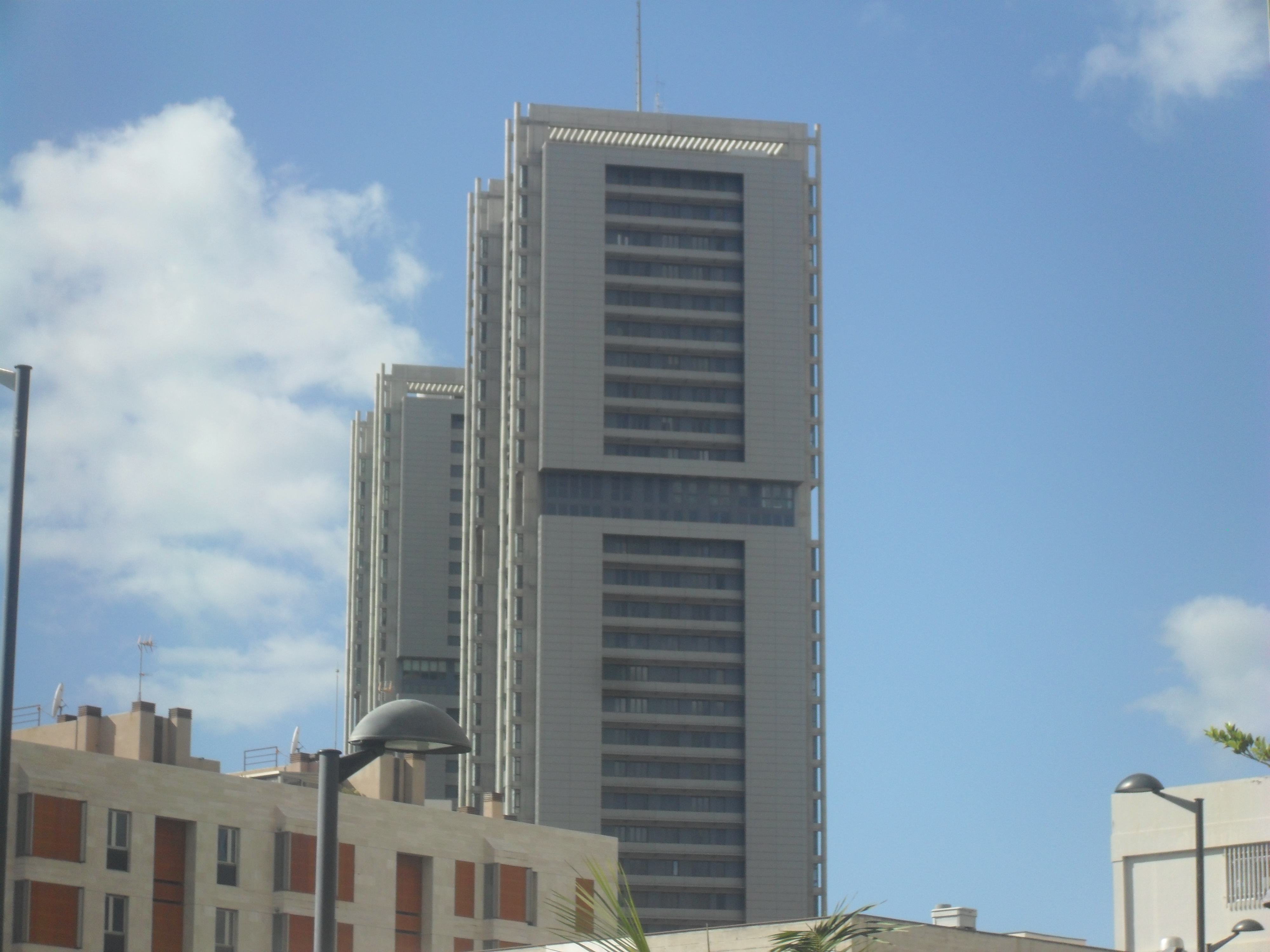
Torres de Santa Cruz, la torre sur está parcialmente oculta por la torre norte.
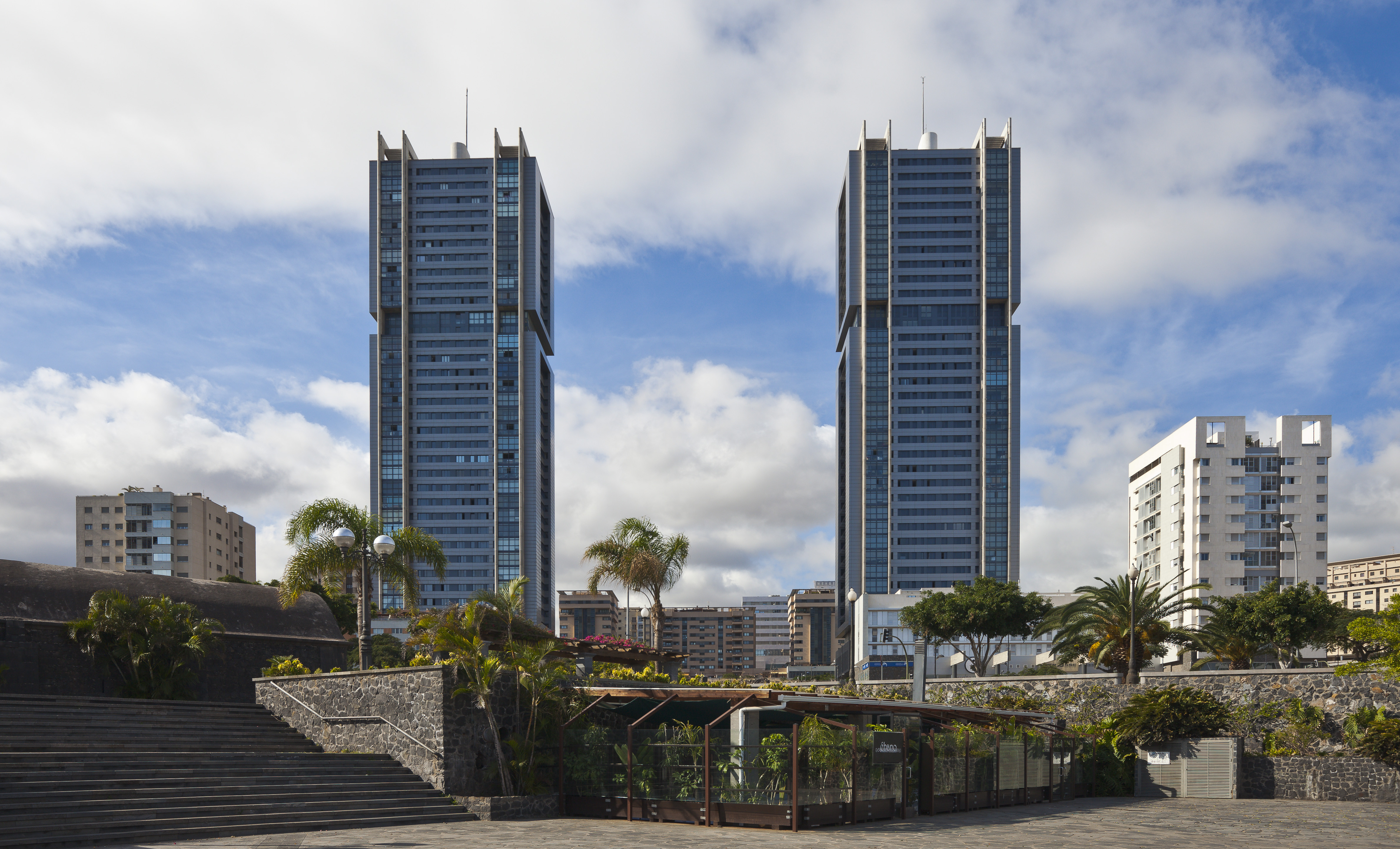
Las torres vistas desde el Parque Marítimo César Manrique.